# Саба Кордафешарі
Саба Кордафешарі (нар. 1998 р.) — іранська громадська активістка і правозахисниця.

## Життєпис
Саба Кордафешарі брала участь у протестах у Тегерані 2 серпня 2018 року та була заарештована біля парку Данешжу. Її доставили до в'язниці Карчак, а потім до в'язниці Евіна в Тегерані. Після її арешту та багатьох інших, організація Міжнародна амністія в Лондоні 8 серпня опублікувала публічну заяву з вимогою звільнити всіх заарештованих виключно за участь у мирних акціях протесту. Потім її засудили до року позбавлення волі разом з двома іншими жінками Ясамані Аріані та Азарамі Гейдарі.
Саба Кордафешарі була звільнена умовно у лютому 2019 року, після чого вона продовжувала протестувати проти порушення режимом прав людини. Її затримали на початку червня 2019 року, а в серпні 2019 року знову засудили до 24 років позбавлення волі, з яких 15 років беззастережно, за поширення корупції, проституції та за зняття хіджабу, крім того за антидержавну діяльність.За даними Міжнародної організації, їй було лише 19 років під час арешту.